# 8882 Sakaetamura
8882 Sakaetamura este un asteroid din centura principală de asteroizi.

## Descriere
8882 Sakaetamura este un asteroid din centura principală de asteroizi. A fost descoperit pe 10 ianuarie 1994 la Kitami de Kin Endate și Kazuro Watanabe. Asteroidul prezintă o orbită caracterizată de o semiaxă mare de 2,36 ua, o excentricitate de 0,21 și o înclinație de 23,1° în raport cu ecliptica.